# Vincent F. Hendricks
Vincent Fella Rune Møller Hendricks (født 6. marts 1970) er en dansk-amerikansk dr.phil., ph.d. og professor i formel filosofi ved Københavns Universitet, grundlægger og leder af Center for Information og Boblestudier (CIBS) sponsoreret af Carlsbergfondet.
Hendricks er forfatter til en række værker om erkendelse, logik og metodologi og har senest studeret demokrati og demokratiske processer i informationsteoretisk perspektiv (Information Processing and the Analysis of Democracy). Han var chefredaktør af det internationale filosofitidsskrift Synthese: An International Journal for Epistemology, Logic and Methodology fra (2005-2015) og redaktør for flere udgivelser hos Cambridge University Press, Oxford University Press, Wiley-Blackwell, Palgrave McMillan, King's College Publications, Automatic Press/VIP og Springer Nature.
Hendricks har været professor i formel filosofi ved Roskilde Universitet, og han er desuden klummeskribent for Ingeniøren, kommentator på Dagbladet Information og skriver jævnligt til dagspressen. Han har været vært og tilrettelægger på programmerne Tankens magt, Vincent vender virkeligheden og Eliteforskerne på dk4 samt Gal eller genial, Kontrovers og Vincent – kort og kompakt på DR2 samt Nethaderne  på TV3. Ligeledes er Hendricks tilrettelægger og vært på DR Faglitteratur på P1. Ambassadør for Gifted Children. 
Hendricks har bevæget sig fra analytisk filosofi og formallogik til især kritik af mediebobler. Han er også selv kommet i klemme i mediemøllen nogle gange. Ved én lejlighed blev han præsenteret for et sagsanlæg fra to journalister for at lægge et interview på internettet, som de to journalister havde foretaget med ham.

## Udmærkelser
- 2008 EliteForsk-prisen uddelt af Videnskabsministeriet[11]
- 2008 Roskilde Festivals Eliteforskerpris[7]
- 2006 Lærebogsprisen
- 2006 Choice Magazines Outstanding Academic Title

- 2016 Rosenkjærprisen[12]